# Salpichroa didierana
Salpichroa didierana là loài thực vật có hoa trong họ Cà. Loài này được Jaub. miêu tả khoa học đầu tiên năm 1861.